# Hvalbiartunnilin
Hvalbiartunnilin (färöisch ‚Hvalba-Tunnel‘) ist die Bezeichnung für zwei Tunnel auf der Insel Suðuroy, der südlichsten bewohnten und viertgrößten Insel der Färöer, die die Orte Hvalba und Trongisvágur verbinden:
- Der 1963 eröffnete ursprüngliche Hvalbiartunnilin, jetzt Gamli Hvalbiartunnilin (‚alter Hvalba-Tunnel‘) ist der älteste Tunnel der Inselgruppe.
- Der Nýggi Hvalbiartunnilin (‚neuer Hvalba-Tunnel‘) wurde im Mai 2021 eröffnet und ersetzt den gleichzeitig geschlossenen Gamli Hvalbiartunnilin.

Die Tunnel gehören Landsverk, der öffentlichen Baubehörde, und werden von dieser auch unterhalten.

## Geschichte
In den Jahrhunderten, bevor die Tunnel errichtet waren, waren Hvalba und Trongisvágur mit einem Fußweg über Krákugjógv verbunden. Der Bau des Gamli Hvalbiartunnilin begann 1961, und er wurde 1963 als erster Tunnel des Landes eröffnet. Am 8. Mai 2021 wurde er mit der Eröffnung des neuen Tunnels geschlossen. Der alte Tunnel war ein unbeleuchteter und einspuriger 1450 Meter langer Tunnel. Wegen seiner geringen lichten Durchfahrtshöhe von 3,2 Metern war er für moderne Großfahrzeuge (Lastwagen, Anhänger und Tourenbusse), die typischerweise 3,7 bis 4,0 Meter hoch sind, nicht geeignet. Dies behinderte den Warentransport zum Rest der Inselgruppe. Ausweichstellen erlaubten die Vorbeifahrt von Gegenverkehr mit Vorfahrt in südlicher Richtung, was die Durchfahrt in nördliche Richtung verlangsamte.
Im Jahr 2017 wurde entschieden, den alten Tunnel durch einen neuen zu ersetzen. Dieser Tunnel, zweispurig und mit einer Durchfahrtshöhe von 4,5 Metern, ist 2500 Meter lang. Die Bohrarbeiten begannen am 27. Juni 2019 und endeten am 7. Juli 2020. Eine neue 2,4 km lange Zufahrtsstraße von Hvalba her und eine 1,4 km lange von Trongisvágur her wurden errichtet. Die Kosten waren mit 272 Millionen dänischen Kronen veranschlagt, etwa 37 Millionen Euro. Der Tunnel wurde am 8. Mai 2021 mit einer Zeremonie eröffnet, an der Oldtimer und ein Konvoi aus Lastwagen, die vorher Hvalba nicht erreichen konnten, teilnahmen. Eine neue Verwendung für den alten Tunnel ist mit Stand Mitte 2021 Thema von Diskussionen.
Dem neuen Hvalbiartunnilin wird zusätzliche Bedeutung vorhergesagt, falls der Suðuroyartunnilin, ein Unterwassertunnel zwischen Sandvík auf Suðuroy und der Insel Sandoy, gebaut wird. Die Entscheidung über den Bau dieses Tunnels steht mit Stand Januar 2021 noch aus, aber entsprechend den zu diesem Zeitpunkt aktuellen Planungen soll er um 2030 eröffnet werden. Suðuroy wäre dann über Sandoy und dem 2023 fertiggestellten Sandoyartunnilin auch mit der Hauptstadt Tórshavn und dem Rest der Inselgruppe landfest verbunden.
Der Fußweg zwischen Hvalba und Trongisvágur ist eine beliebte Wanderroute.